# 高文焕
高文焕（1939年9月—），男，汉族，安徽萧县人，中共党员，中华人民共和国政治人物。

## 人物经历
高文焕于1958年8月参加工作，同年加入中国共产党，他长期在焦作市工作，曾任中共焦作市铝厂党委副书记、书记，中共焦作市纪委副书记兼监察局长等职务。
1989年11月，高文焕来到当时尚由焦作市代管的县级市济源市，出任该市党委书记，1994年，当选为中共焦作市委常委，期间，他致力于发展济源市各产业、帮助当地民众摆脱贫困，因表现优异，高文焕于1995年获中共中央组织部表彰为“全国优秀县委书记”。而济源市更于其任内的1997年1月升格为由河南省人民政府直辖的县级行政区。
1998年5月，高文焕离开济源市，转任河南省体改委（今河南省發展和改革委員會）副主任，并于体改委任上退休。2013年6月，河南省愚公移山精神研究会成立，高文焕与虞云耀、徐光春、张程峰等人一同被聘任为河南省愚公移山精神研究会荣誉会长。